# Mega Man X2
Mega Man X2 o conocido como Rockman X2 (ロックマンX2 Rokkuman Ekkusu 2?) en Japón, es el segundo juego de la saga Mega Man X, lanzado para Super Nintendo en 1994. El juego tuvo los mismos gráficos que su antecesor, pero mejorado con el chip gráfico "Cx4" que da "semi-transparencia" y gráficos 3D. Mega Man X3 es el único juego además de este en usar el mencionado chip.
En la introducción se puede apreciar el título completo del juego: "MEGA MAN X2 Versus X-Hunters", o en la versión japonesa "Rockman X2 Versus Counter-Hunters".

## Historia
Mega Man X2 continua desde el final de Mega Man X, mientras los Maverick Hunters, ahora liderados por X, rastrean a los últimos seguidores de Sigma hacia una antigua fábrica de reploids donde esperan eliminar la última resistencia. Los X-Hunters, un grupo de Mavericks que quieren acabar con X, se roban las partes del cuerpo de Zero, esperando usarlas para atraer a X hacia su destrucción. X finalmente derrota a los X-Hunters y recobra las partes de Zero, descubriendo que Sigma estaba detrás de todo en el proceso. Al llegar con Sigma, este le presenta a una copia de Zero construida a partir de las partes robadas, pero el verdadero Zero aparece para encargarse de él. El jugador puede optar por ignorar a los X-Hunters; en este caso, Zero, quien ha sufrido un lavado de cerebro se enfrenta a X, pero al ser vencido recobra el sentido. Este final no es considerado canónico ya que no se refleja en los juegos posteriores. X se enfrenta y vence a Sigma una vez más, pero después sigma reaparece como virus y por fin Zero destruye la computadora central de Sigma.

## Modo de juego
El juego sigue la mecánica del anterior título. Desde el inicio se podrá utilizar el movimiento Dash, así también como la adición de luchar contra los X-Hunters en zonas especiales, que al vencerlos nos dan las partes de Zero lo cual decidirá si enfrentarnos a él o no. Hecho que altera el final ligeramente.

## Mavericks
Mavericks, conocidos en Japón como Irregular (イレギュラー Iregyurā?), son los enemigos recurrentes introducidos en la saga de Mega Man X. El término también ha sido usado en la saga de Mega Man Zero, Mega Man ZX y, la versión japonesa, de Mega Man Legends. Son Reploids que han cometido actos delictivos, por lo que son una amenaza para la sociedad. Grupos como los Maverick Hunter se crearon específicamente para destruir a los Mavericks.
Al igual que el primer juego de Megaman X, X2 cuenta con 8 Mavericks principales que tras ser derrotados darán cada uno una arma especial al jugador, que será también la debilidad de otro Maverick. Los ocho Mavericks de Mega Man X2 son:
- Wire Sponge (Pese a que su nombre dice que es una esponja marina, en realidad está inspirado en la planta Lufa egipcia)
- Morph Moth (Polilla)
- Flame Stag (Ciervo)
- Magna Centipede (Ciempiés humanoide)
- Overdrive Ostrich (Avestruz)
- Bubble Crab (Cangrejo)
- Wheel Gator (Cocodrilo)
- Crystal Snail (Caracol)

### X-Hunters
Es un grupo de 3 Mavericks que recuperaron las partes de Zero para re-activarlo como un Maverick. Aparecerán por los diferentes niveles después se derrotar a 2 Mavericks.
- Serges
- Agile
- Violen

Zero, compañero de X que se sacrificó por este último en el primer juego, también aparecerá como jefe si no se recuperan todas las partes se Zero.